# Zirņu pagasts
Zirņu pagasts er en territorial enhed i Saldus novads i Letland. Pagasten etableredes i 1945, havde 1.761 indbyggere i 2010 og omfatter et areal på 201,10 kvadratkilometer. Hovedbyen i pagasten er Zirņi.